# Liste der Kulturdenkmäler in Gieselwerder
Die folgende Liste enthält die in der Denkmaltopographie ausgewiesenen Kulturdenkmäler auf dem Gebiet des Ortsteils Gieselwerder der Gemeinde Wesertal, Landkreis Kassel, Hessen.
Hinweis: Die Reihenfolge der Denkmäler in dieser Liste orientiert sich an der Anschrift, alternativ ist sie auch nach der Bezeichnung oder der Bauzeit sortierbar.
Kulturdenkmäler werden fortlaufend im Denkmalverzeichnis des Landes Hessen durch das Landesamt für Denkmalpflege Hessen auf Basis des Hessischen Denkmalschutzgesetzes (HDSchG) geführt. Die Schutzwürdigkeit eines Kulturdenkmals hängt nicht von der Eintragung in das Denkmalverzeichnis des Landes Hessen oder der Veröffentlichung in der Denkmaltopographie ab.

Das Vorhandensein oder Fehlen eines Objekts in dieser Liste ist keine rechtsverbindliche Auskunft darüber, ob es Kulturdenkmal ist oder nicht: Diese Liste entspricht möglicherweise nicht dem aktuellen Stand der offiziellen Denkmaltopographie. Diese ist für Hessen in den entsprechenden Bänden der Denkmaltopographie Bundesrepublik Deutschland und im Internet unter DenkXweb – Kulturdenkmäler in Hessen einsehbar. Auch diese Quellen sind, obwohl sie durch das Landesamt für Denkmalpflege Hessen aktualisiert werden, nicht immer aktuell, da es im Denkmalbestand immer wieder Änderungen gibt.
Eine verbindliche Auskunft erteilt allein das Landesamt für Denkmalpflege Hessen.
Nutze diese Kartenansicht, um Koordinaten in der Liste zu setzen. In dieser Kartenansicht sind Kulturdenkmale ohne Koordinaten mit einem roten bzw. orangen Marker dargestellt und können in der Karte gesetzt werden. Kulturdenkmale ohne Bild sind mit einem blauen bzw. roten Marker gekennzeichnet, Kulturdenkmale mit Bild mit einem grünen bzw. orangen Marker.

## Gieselwerder

### Innerhalb der Gesamtanlage
| Bild                                                           | Bezeichnung                | Lage                         | Beschreibung | Bauzeit       | Daten |
| -------------------------------------------------------------- | -------------------------- | ---------------------------- | ------------ | ------------- | ----- |
| weitere Bilder                                                 | Gesamtanlage Gieselwerder  | Lage                         |              |               |       |
| Brücke                                                         | Brücke                     | Brückenstraße Lage           |              |               |       |
| weitere Bilder                                                 | Burgbereich                | Brückenstraße 1 Lage         |              |               |       |
| Der Gasthaus zum Anker ist auf der rechten Bildhälfte zu sehen | Gasthaus zum Anker         | Brückenstraße 2 Lage         |              |               |       |
| weitere Bilder                                                 | Evangelische Filialkirche  | Brückenstraße 4 Lage         |              | 1813          |       |
| Fachwerkeckhaus                                                | Fachwerkeckhaus            | Brückenstraße 8 Lage         |              |               |       |
| Wohnhaus                                                       | Wohnhaus                   | Brückenstraße 9 Lage         |              |               |       |
| Fachwerkhaus                                                   | Fachwerkhaus               | Brückenstraße 11 Lage        |              |               |       |
| Wohn- und Geschäftshaus                                        | Wohn- und Geschäftshaus    | Brückenstraße 14 Lage        |              |               |       |
| weitere Bilder                                                 | Längsdielenhaus            | Brückenstraße 16 Lage        |              |               |       |
| Wohnwirtschaftsgebäude                                         | Wohnwirtschaftsgebäude     | Brückenstraße 19 Lage        |              |               |       |
| Fachwerkhaus                                                   | Fachwerkhaus               | Brückenstraße 20 Lage        |              |               |       |
| weitere Bilder                                                 | Querdielenhaus             | Brückenstraße 25 und 27 Lage |              | 1799 und 1900 |       |
| Wohnhaus                                                       | Wohnhaus                   | Brückenstraße 37 Lage        |              |               |       |
| Wohnwirtschaftsgebäude                                         | Wohnwirtschaftsgebäude     | Brückenstraße 39 Lage        |              |               |       |
| Längsdielenhaus                                                | Längsdielenhaus            | Brückenstraße 41 Lage        |              |               |       |
| weitere Bilder                                                 | Ehemaliges Querdielenhaus  | Brückenstraße 45/47 Lage     |              |               |       |
| Bild gesucht BW                                                | Wohnhaus                   | In der Klappe 2 Lage         |              |               |       |
| Querdielenhaus                                                 | Querdielenhaus             | In der Klappe 6 und 8 Lage   |              |               |       |
| Längsdielenhaus                                                | Längsdielenhaus            | In der Klappe 10 Lage        |              |               |       |
| Bild gesucht BW                                                | Neue Schule                | In der Klappe 11 Lage        |              |               |       |
| Doppelhofanlage                                                | Doppelhofanlage            | In der Klappe 12 und 14 Lage |              |               |       |
| Bild gesucht BW                                                | Doppelwohnhaus             | In der Klappe 15 und 17 Lage |              |               |       |
| Bild gesucht BW                                                | Fachwerkhaus               | In der Klappe 16 und 18 Lage |              |               |       |
| Bild gesucht BW                                                | Ständerbau                 | In der Klappe 24 Lage        |              |               |       |
| Hofreite                                                       | Hofreite                   | Krämerstraße 1 Lage          |              |               |       |
| Bild gesucht BW                                                | Wohnhaus                   | Krämerstraße 2 Lage          |              |               |       |
| Bild gesucht BW                                                | Wohnhaus                   | Krämerstraße 3 Lage          |              |               |       |
| Bild gesucht BW                                                | Querdielenhaus             | Krämerstraße 5 Lage          |              |               |       |
| weitere Bilder                                                 | Wohnwirtschaftsgebäude     | Krämerstraße 6 Lage          |              |               |       |
| Bild gesucht BW                                                | Fachwerkhaus               | Krämerstraße 8 Lage          |              |               |       |
| Bild gesucht BW                                                | Längsdielenhaus            | Krämerstraße 11/13 Lage      |              |               |       |
| Bild gesucht BW                                                | Einhaus                    | Krämerstraße 15 Lage         |              |               |       |
| Bild gesucht BW                                                | Ehemaliges Längsdielenhaus | Langenhof 2 und 4 Lage       |              |               |       |
| Bild gesucht BW                                                | Längsdielenhaus            | Langenhof 5 und 7 Lage       |              |               |       |
| Längsdielenhaus                                                | Längsdielenhaus            | Steinweg 2 Lage              |              | 1723          |       |
| Bild gesucht BW                                                | Fachwerkhaus               | Steinweg 3 Lage              |              |               |       |
| weitere Bilder                                                 | Wohnhaus                   | Steinweg 8 Lage              |              |               |       |
| Längsdielenhaus                                                | Längsdielenhaus            | Steinweg 10 Lage             |              |               |       |

### Außerhalb der Gesamtanlage
| Bild            | Bezeichnung                            | Lage                          | Beschreibung | Bauzeit | Daten |
| --------------- | -------------------------------------- | ----------------------------- | ------------ | ------- | ----- |
| Bild gesucht BW | Anwesen Gottstreuer Straße 2           | Gottstreuer Straße 2 Lage     |              |         |       |
| Bild gesucht BW | Wohnhaus Meierhofstraße 37             | Meierhofstraße 37 Lage        |              |         |       |
| Spritzenhaus    | Spritzenhaus                           | Neustadtstraße 7 Lage         |              |         |       |
| Bild gesucht BW | Wohnhaus Neustadtstraße 12             | Neustadtstraße 12 Lage        |              |         |       |
| Bild gesucht BW | Flurquerdielenhaus Neustadtstraße 14   | Neustadtstraße 14 Lage        |              |         |       |
| Bild gesucht BW | Gebäudegruppe Neustadtstraße 22 und 24 | Neustadtstraße 22 und 24 Lage |              |         |       |
| Bild gesucht BW | Fachwerkhaus Neustadtstraße 25         | Neustadtstraße 25 Lage        |              |         |       |
| Bild gesucht BW | Mühle                                  | Neustadtstraße Lage           |              |         |       |